# Tehov (ort i Tjeckien, lat 49,74, long 14,97)
Tehov är en ort i Tjeckien.   Den ligger i regionen Mellersta Böhmen, i den centrala delen av landet, 60 km sydost om huvudstaden Prag. Tehov ligger 457 meter över havet och antalet invånare är 306.
Terrängen runt Tehov är platt. Runt Tehov är det ganska glesbefolkat, med 31 invånare per kvadratkilometer. Närmaste större samhälle är Vlašim, 5,8 km sydväst om Tehov. Omgivningarna runt Tehov är en mosaik av jordbruksmark och naturlig växtlighet.

## Galleri

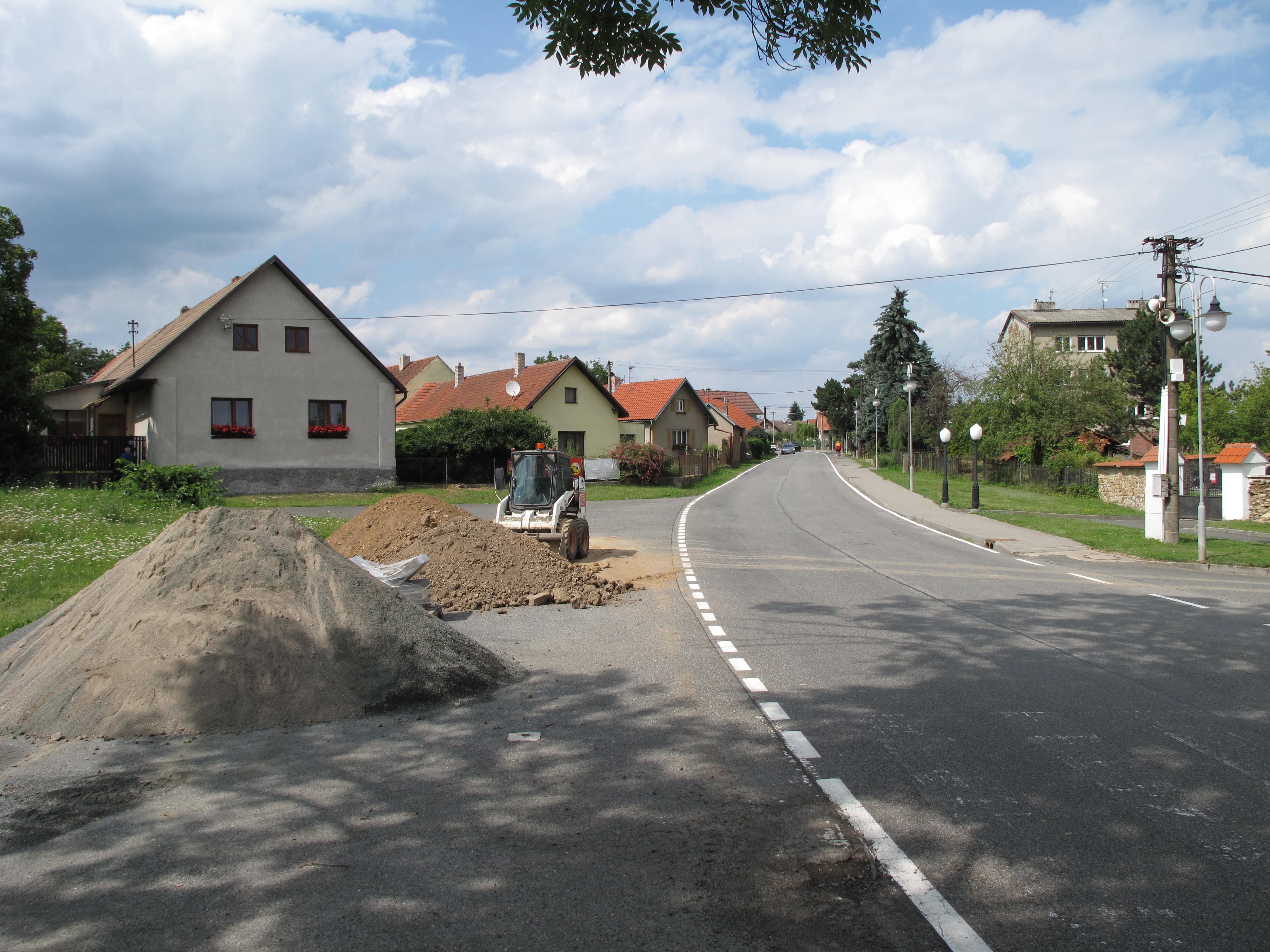
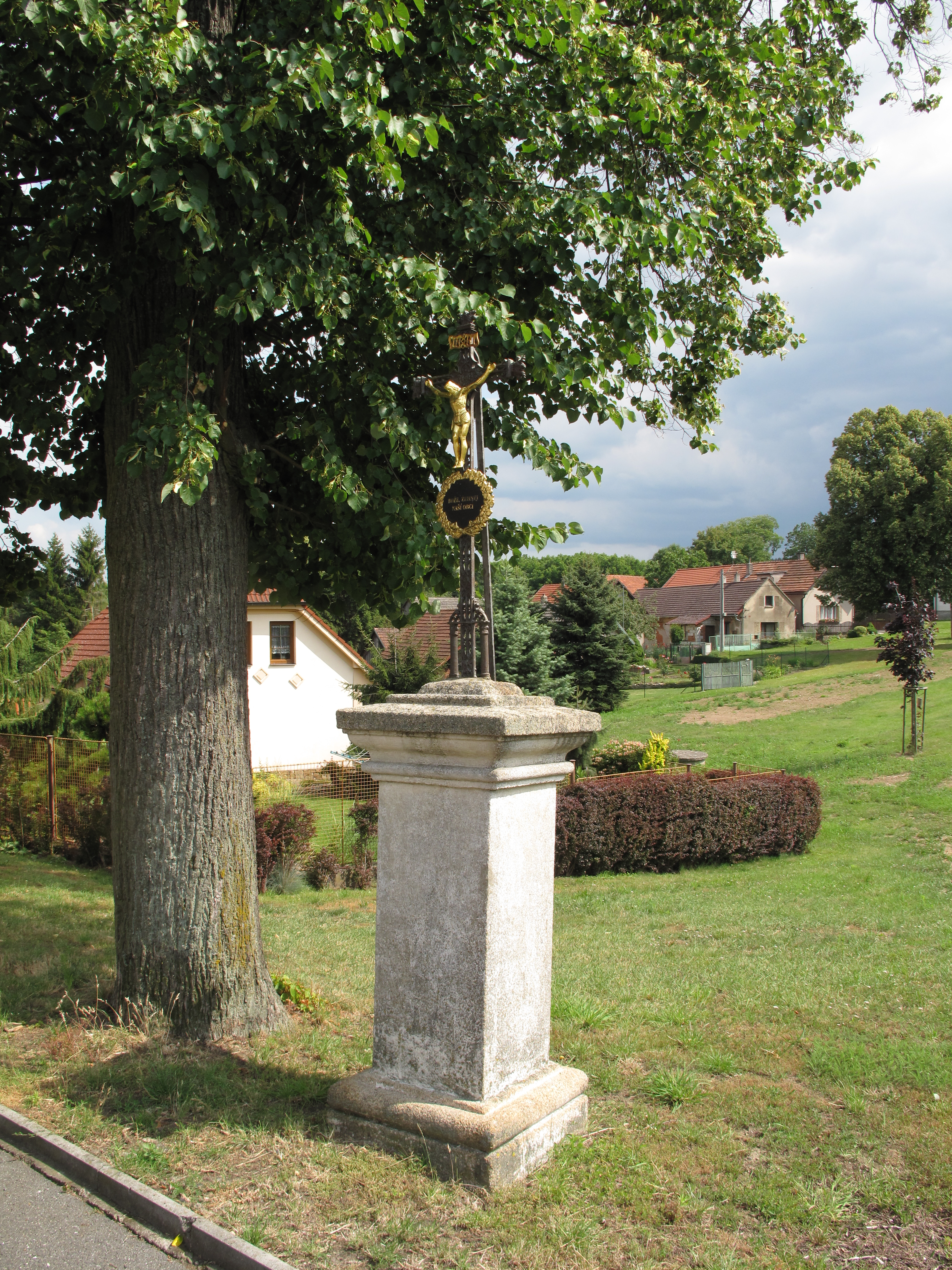
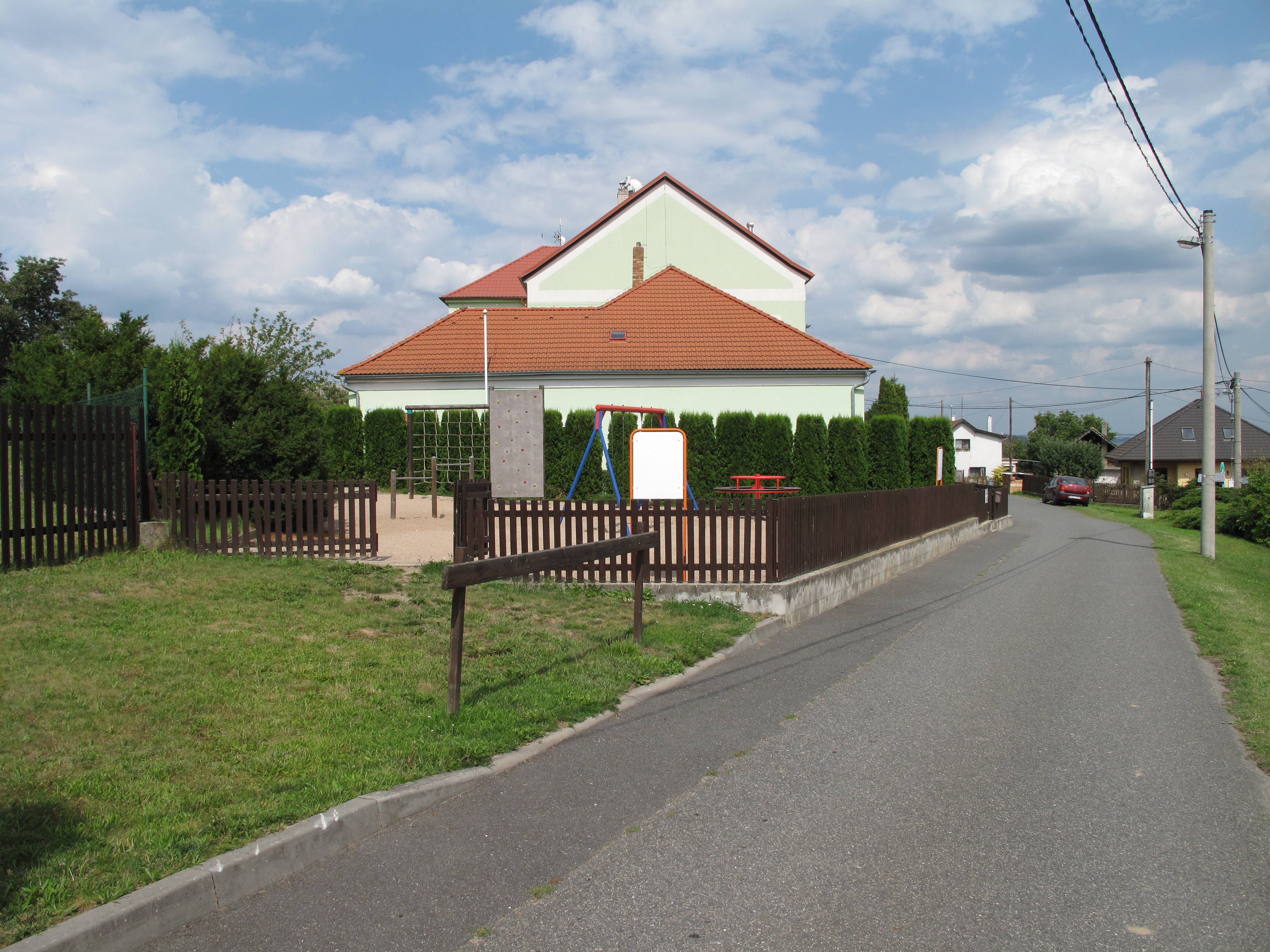